# Guernsey (Iowa)
Guernsey és una població dels Estats Units a l'estat d'Iowa. Segons el cens del 2000 tenia 70 habitants.

## Demografia
Segons el cens del 2000, Guernsey tenia 70 habitants, 29 habitatges, i 20 famílies. La densitat de població era de 150,2 habitants/km².
Dels 29 habitatges en un 34,5% hi vivien nens de menys de 18 anys, en un 62,1% hi vivien parelles casades, en un 3,4% dones solteres, i en un 31% no eren unitats familiars. En el 31% dels habitatges hi vivien persones soles el 6,9% de les quals corresponia a persones de 65 anys o més que vivien soles. El nombre mitjà de persones vivint en cada habitatge era de 2,41 i el nombre mitjà de persones que vivien en cada família era de 3,05.
Per edats la població es repartia de la següent manera: un 28,6% tenia menys de 18 anys, un 5,7% entre 18 i 24, un 24,3% entre 25 i 44, un 32,9% de 45 a 60 i un 8,6% 65 anys o més.
L'edat mediana era de 35 anys. Per cada 100 dones de 18 o més anys hi havia 127,3 homes.
La renda mediana per habitatge era de 36.250 $ i la renda mediana per família de 46.250 $. Els homes tenien una renda mediana de 26.250 $ mentre que les dones 16.458 $. La renda per capita de la població era de 17.727 $. Cap de les famílies estaven per davall del llindar de pobresa.

## Poblacions més properes
El següent diagrama mostra les poblacions més properes.